# Pasquale Russo
Pasquale Russo (Nola, 28 febbraio 1947) è un mafioso italiano, boss della camorra e fondatore, unitamente al fratello Salvatore, del clan Russo, operativo nella zona di Nola, in provincia di Napoli, sorto dalle ceneri del disciolto clan Alfieri.

## Biografia
Latitante dal maggio 1993, ricercato per associazione di stampo mafioso, omicidio, occultamento di cadavere, concorso in omicidio plurimo e traffico di sostanze stupefacenti, inserito per oltre 16 anni nell'elenco dei 30 latitanti più pericolosi a livello nazionale, è stato arrestato il 1º novembre 2009 dai Carabinieri. Si nascondeva in un casolare di Sperone piccolo comune della provincia di Avellino al confine con il napoletano, dove è stato sorpreso insieme ad uno dei suoi fratelli. Il giorno precedente era stato arrestato dalla polizia un altro suo fratello, Salvatore, anch'egli latitante.
Dopo l'arresto di Pasquale la polizia ha arrestato l'imprenditore Andrea Grandi, accusato di aver ospitato Russo per mesi in una delle sue case. Tuttavia, quando è stato interrogato in aula, il capo ha dichiarato di non conoscere Grandi.
Il 20 maggio 2019 suo figlio Antonio Russo è stato arrestato.